# Abraham Aron Roback
Abraham Aron Roback, auch Abraham Aaron Roback, (geb. 19. Juni 1890 in Gonionds, Russisches Kaiserreich, heute Polen; gest. 7. Juni 1965 in Cambridge, Massachusetts) war ein amerikanischer Psychologe und jiddischer Sprachwissenschaftler.

## Leben
Roback wurde 1890 als jüngstes von vier Kindern in der Kleinstadt Gonionds im Gouvernement Grodna des damaligen Russischen Kaiserreiches geboren und wanderte 1892 mit seiner Familie nach Kanada aus, wo er die Schulen besuchte und 1912 ein Studium der Philosophie und der Experimentalpsychologie an der McGill University in Montreal abschloss. 1917 promovierte er bei Hugo Münsterberg an der Harvard University, wo er 1920–1923 unterrichtete. Weitere Stätten seines akademischen Wirkens waren die University of Pittsburgh (1917), die Northeastern University (1918–1920), der National Research Council (1923–1925), die Clark University und das Massachusetts Institute of Technology (1926). 1949 bis 1959 war er Professor am Emerson College in Boston. Im Bereich der Psychologie war er hauptsächlich auf dem Gebiet der Charakterpsychologie (The Psychology of Character, 1927) und der Geschichte der amerikanischen Psychologie tätig (The History of American Psychology, 1952).
Zudem setzte sich Roback stark für die jiddische Sprache ein. An der Harvard-Universität errichtete er eine jiddische Bibliothek mit rund 10.000 Büchern. 1929 erteilte er an der University of Massachusetts den ersten Kurs in den USA auf Universitätsebene für jiddische Literatur. Zu jiddischen Themen verfasste er englische und jiddische Beiträge, darunter eine Geschichte der jiddischen Literatur (1940) und ein Goldfaden Buch über den Theaterautor Abraham Goldfaden (1926). Er war Mitglied zahlreicher psychologischer und philosophischer Vereinigungen sowie Mitglied des akademischen Rates von YIVO.
In seinem 1944 erschienenen Dictionary of International Slurs prägte Roback den Begriff Ethnophaulismus, worunter eine abwertende Bezeichnung für Angehörige ausländischer Volksgruppen verstanden wird.

## Publikationen
- Goldfaden-bukh. New York : Yidisher Teater Muzey (1926)
- The Psychology of Character (1927)
- Goldfaden-bukh. New York : Yidisher Teater Muzey (1926)
- The Psychology Of Common Sense: A Diagnosis Of Modern Philistinism. Cambridge: Sci-Art Publishers (1939)
- The Story of Yiddish literature. New York : Yiddish Scientific Inst., American Branch (1940)
- A Dictionary of International Slurs (Ethnophaulisms). With a Supplementary Essay on Aspects of Ethnic Prejudice. Sci-Art Publishers, Cambridge MA 1944
- The History of American Psychology (1952)
- Destiny and Motivation in Language; Studies in Psycholinguistics and Glossodynamics. Cambridge, 1954
- History of psychology and psychiatry. New York : Citadel Press, 1961

(dt. Übers.) Weltgeschichte der Psychologie und Psychiatrie. Übers. aus d. Amerikan.: Klaus Thiele-Dohrmann, Das moderne Sachbuch, Bd. 90. Olten, Freiburg i. Br.: Walter, 1970